# Каэтану, Жакоб
Жакоб Жуан Каэтану (порт. Jacob João Caetano; 1941, Пири, Северная Кванза, Португальская Ангола — 1977, Крепость Сан-Мигель, Луанда, Народная Республика Ангола), известен как Бессмертный Монстр (порт. Monstro Imortal) — ангольский военный, участник войны за независимость и гражданской войны, заместитель начальника генштаба, командир 9-й мотострелковой бригады спецназа ФАПЛА. Член ЦК МПЛА, активный деятель ортодоксально-коммунистической группы Ниту Алвиша. Один из лидеров Мятежа «фракционеров» против президента Нето. Схвачен и убит после подавления мятежа. Фактически реабилитирован при президенте Лоренсу.

## Партизанский командир
Родился в малоимущей крестьянской семье из региона Дембуш — ныне провинция Бенго, тогда Северная Кванза. Был односельчанином Ниту Алвиша. С юности примыкал к антиколониальному движению. По имеющимся свидетельствам, отказался участвовать в расовых убийствах мулатов и белых, практикуемых УПА. Этим отчасти определился его выбор в пользу марксистского МПЛА.
В годы войны за независимость Жакоб Каэтану участвовал в многочисленных боестолкновениях с португальскими колониальными войсками и боевиками ФНЛА/ЭЛНА (бывший УПА). Занимал командные должности в партизанских отрядах МПЛА — ЭПЛА. Командовал партизанской колонной, названной в честь Камило Сьенфуэгоса (в формировании участвовал Ози Йя Хенде). В 1966 колонна «Сьенфуэгос» — единственная из трёх, двигавшихся с разных направлений — сумела подступить к Луанде. Это запомнилось как одна из самых успешных операций ЭПЛА.
Жакоб Каэтану являлся одним из ведущих командиров I военно-политического округа МПЛА/ЭПЛА на севере Анголы. Проявлял большую отвагу, сопряжённую с боевой удачей. Несколько раз оставался в живых и выходил победителем, попадая в засады ЭЛНА. Получил прозвище Monstro Imortal — Бессмертный Монстр. Впоследствии руководил операциями ЭПЛА в политически сложной Кабинде. Увлекался также спортом, участвовал в создании футбольной команды ЭПЛА.
Прошёл военное обучение в ЧССР (Военная академия в Брно) и СФРЮ (Военная школа в Сараево). Первоначально базировался в Конго-Леопольдвиле, но одним из первых распознал в Мобуту противника МПЛА. Был арестован леопольдвильской полицией, сумел уйти и перебрался в Конго-Браззавиль. C 1964 состоял в политическом руководстве МПЛА, участвовал в военно-политических совещаниях руководства МПЛА в Браззавиле и замбийском Сиконго. В 1972 входил в делегацию на межангольских переговорах в Киншасе вместе с президентом МПЛА Агостиньо Нето и генеральным секретарём Лусио Ларой. Выступал в прочной связке с земляком и другом Ниту Алвишем, возглавлявшим I военно-политический округ.
25 апреля 1974 Португальская революция свергла авторитарный режим и ускорила деколонизацию «заморских провинций». 1 августа 1974 партизанская ЭПЛА была преобразована в регулярные Народные вооружённые силы освобождения Анголы (ФАПЛА). Жакоб Каэтану занял командные посты на Северном фронте (Северном оперативном регионе), к которому относились I (Луанда, Заире, Уиже, Северная Кванза) и II (Кабинда) военно-политические округа. 8 ноября 1974 в Луанду прибыла партийная «делегация 26-ти» во главе с Лусио Ларой. Этот приезд способствовал быстрому занятию МПЛА доминирующих позиций. В состав делегации входил и Жакоб Каэтану.

## Военный и политик

### Военачальник ФАПЛА
С лета 1975 антиколониальная война переросла в гражданскую: между тремя движениями — прокоммунистическим МПЛА Агостиньо Нето, консервативным ФНЛА Холдена Роберто и леворадикальным УНИТА Жонаша Савимби. Независимость Анголы была провозглашена 11 ноября 1975 под властью МПЛА. Президентом НР Ангола стал Агостиньо Нето.
В генеральском звании Жакоб Каэтану занял пост заместителя начальника генштаба ФАПЛА. Впоследствии командовал 9-й бригадой ФАПЛА (по роду войск — мотострелковая, по функциям — спецназ). Активно способствовал политизации армии, формировал в воинских частях партийные структуры МПЛА.
В ноябре 1975 Каэтану был направлен в Порто-Амбоим. Оттуда телеграфировал Нето об обвале южного и центрального фронтов под напором южноафриканских регулярных войск (в то время, как в Луанде отмечали победу при Кифангандо). Положение было выправлено кубинским военным вмешательством. Каэтану участвовал в боях с южноафриканцами и УНИТА/ФАЛА.

### «Символ „нитизма“»
Политически Жакоб Каэтану ориентировался на Ниту Алвиша. Стал одним из лидеров оппозиционной группы Nitistas. Сторонники Алвиша выступали как ортодоксальные марксисты-ленинцы, за максимальное копирование в НРА советской модели реального социализма и коммунистического государства. С этих позиций они критиковали Нето и его окружение за «умеренность» курса.
Однако идеологические расхождения не носили принципиального характера, в целом руководство МПЛА придерживалось единой политики. Противоречия создавались борьбой за власть. При этом Nitistas резко обличали коррупцию и бюрократизм, позиционировались как выразители интересов чернокожей бедноты из деревень и городских трущоб — против привилегированного чиновничества. Бывшие партизаны с неприязнью относились к «эмигрантской политической богеме», захватившей основные властные позиции. Социальный конфликт дополнялся расовым: большинство Nitistas принадлежали к народам банту, тогда как многие представители президентского окружения и правящего аппарата были мулатами (иногда и белыми) — в том числе генсек Лусио Лара, военный министр Энрике Каррейра, второе лицо карательного аппарата Энрике Онамбве.
Деревенский мбунду из бедноты, легендарный партизан Жакоб Каэтану символизировал идеологию «нитизма» (его своеобразным антиподом по всем параметрам выглядел Онамбве). По многолетней дружеской связи Каэтану являлся ближайшим военным советником Алвиша. При этом Нето отмечал, что по характеру «раскованный» Каэтану сильно отличался от крайне идеологизированного Алвиша, догматичного даже в быту.

## Мятежник Nitistas

### Заговор и планы
Весной 1977 Жакоб Каэтану присоединился к заговору Nitistas. Он принадлежал к ключевым фигурам группы. Часто упоминается на третьем месте — после Ниту Алвиша и Жозе Ван Дунена, наряду с Эдуарду Бакалоффом. 9-я бригада изначально рассматривалась как ударный авангард выступления. Каэтану был включён в состав комиссии ЦК МПЛА по расследованию фракционной деятельности — и регулярно информировал Алвиша о действиях и намерениях противников. Но участие Бессмертного Монстра в Nitistas не было демонстративным. Он воздерживался от публичных заявлений и собраний, появлялся только на ключевых тайных совещаниях, иногда один на один с Алвишем.
21 мая Ниту Алвиш и Жозе Ван Дунен были исключены из МПЛА. Через день, 23 мая, партсобрание 9-й бригады потребовало восстановить лидеров Nitistas в партии и ЦК. 24 мая Алвиш провёл последнее тайное совещание. Намеченный план включал физическое устранение Лары, Каррейры и Онамбве. На следующий день Алвиш отдельно встретился с Каэтану, которому в будущем правительстве отводился пост министра обороны.

### Бой и гибель
Мятеж «фракционеров» начался рано утром 27 мая 1977. На улицы Луанды вышла бронетехника 9-й бригады и демонстрация жителей, прежде всего трущобного района Самбизанга. Как и планировалось, Nitisatas захватили столичную тюрьму Сан-Паулу и здание Rádio Nacional. Были взяты в заложники несколько крупных деятелей из окружения Нето. Однако до Лары, Каррейры и Онамбве добраться не удалось. Эти трое возглавили подавление мятежа — под руководством президента Нето, которого Nitistas наивно не считали серьёзным противником.
Против мятежа были выдвинуты подразделения службы госбезопасности DISA под командованием Онамбве. Завязались перестрелки и боестолкновения. Исход определили дислоцированные в Луанде кубинские войска. Бронемашины 9-й бригады не могли противостоять танкам. Мятежные формирования и демонстрация жителей были рассеяны с большим количеством жертв. В ходе подавления и последующих репрессий погибли десятки тысяч людей. Лидеры Nitistas попытались скрыться в Дембуше — родных местах Алвиша и Каэтану. DISA и кубинцы повели жёсткое преследование. Жакоб Каэтану был схвачен одним из первых.
Точная дата и обстоятельства гибели Жакоба Каэтану доподлинно неизвестны. Некоторые свидетельства приведены в португальском исследовании Purga em Angola: Nito Alves, Sita Valles, Zé Van Dunem o 27 de Maio de 1977 — Чистка в Анголе: Ниту Алвиш, Сита Валлиш, Зе Ван Дунен 27 мая 1977. Говорится, что допрашивать Бессмертного Монстра прибыл в крепость Сан-Мигель губернатор Уамбо Педру Тонья Педале (будущий многолетний министр обороны). Каэтану отказался разговаривать с Тонья Педале, издевательски заявил, что не знает его и предложил вызвать для допроса президента Нето. Получить какие-либо показания не удалось. После этого Жакоб Каэтану был задушен специальным жгутом.

## Эволюция памяти
На протяжении десятилетий Nitistas официально считались «контрреволюционными фракционерами». Позитивные упоминания о них не допускались. Такое положение сохранялось и при правлении Жозе Эдуарду душ Сантуша, и после преобразования НРА в Республику Ангола.
Ситуация начала меняться с 2002, после окончания гражданской войны. Насилие со стороны властей было признано «непропорциональным». В 2017 президентом Анголы стал Жуан Лоренсу, который, в отличие от предшественников, не участвовал в расправе с Nitistas. Правительство официально осудило массовость репрессий 1977—1979. 26 мая 2021 президент Лоренсу заявил об «искреннем раскаянии» и принёс извинения от имени государства. В его выступлении прозвучало имя Жакоба Каэтану — Бессмертного Монстра.
13 июня 2022 останки Жакоба Каэтану (также Ниту Алвиша, Арсениу Жозе Лоренсу Мескита, Илидио Рамалете Гонсалвиша) захоронены в Луанде на кладбище Алту-даш-Крузиш. Церемония носила официальный торжественный характер. От президента Лоренсу присутствовал начальник его службы безопасности и военной канцелярии Франсишку Фуртадо, от правительства — министр юстиции Франсишку Кейрош, министр внутренних дел Эужениу Лаборинью, министр телекоммуникаций Мануэл Омем. Флорбела Каэтану, дочь Жакоба Каэтану, высказала благодарность президенту за возможность «поднять голову» и прекращение многолетней политической дискриминации.